# Vic Snyder
Pour les articles homonymes, voir Snyder.
Victor Frederick Snyder dit Vic Snyder, né le 27 septembre 1947 à Medford (Oregon), est un homme politique américain. Membre du Parti démocrate, il représente l'Arkansas à la Chambre des représentants des États-Unis de 1997 à 2011.

## Biographie

### Jeunesse et carrière professionnelle
Vic Snyder nait et grandit à Medford dans le sud de l'Oregon. En 1967, il s'engage dans le corps des Marines et sert durant la guerre du Viêt Nam au sein de la 1re division.
De retour aux États-Unis, il enchaine les petits travail puis retourne à l'université. Obtenant un baccalauréat universitaire en chimie de l'université Willamette en 1975 et un diplôme de médecine de l'Oregon Health and Science University (en), il devient médecin,. Il reprend ses études en 1985, sortant diplôme d'un juris doctor de l'université de l'Arkansas à Little Rock en 1988.

### Carrière politique
Proche du Parti républicain dans sa jeunesse, Snyder est élu au Sénat de l'Arkansas en 1990 sous les couleurs du Parti démocrate.
À partir de 1997, il est élu dans le 2e district de l'Arkansas, autour de Little Rock, pour siéger à la Chambre des représentants des États-Unis.
En 2008, il est réélu sans opposant républicain tandis que John McCain remporte confortablement sa circonscription lors de l'élection présentielle. Politiquement libéral à modéré, Snyder est considéré comme l'élu démocrate le plus à gauche de la délégation de l'Arkansas, votant pour les principales réformes portées par Barack Obama : le plan de relance économique, la réforme santé, et la loi énergétique,.
À l'approche des élections de mi-mandat de 2010, il devient l'une des principales cibles des républicains, qui présentent face à lui l'ancien procureur Tim Griffin. Un sondage le donne largement battu par Griffin. En janvier 2010, Snyder annonce ne pas être candidat à sa réélection pour des raisons familiales : il souhaite passer davantage de temps avec son épouse Betsy et leurs quatre fils âgés de trois ans (Penn) et un an (Aubrey, Sullivan et Wyatt).
Après le Congrès, Snyder rejoint Arkansas Blue Cross and Blue Shield en tant que directeur des affaires extérieures de l'assurance santé.